# Embassy of Turkmenistan (London)

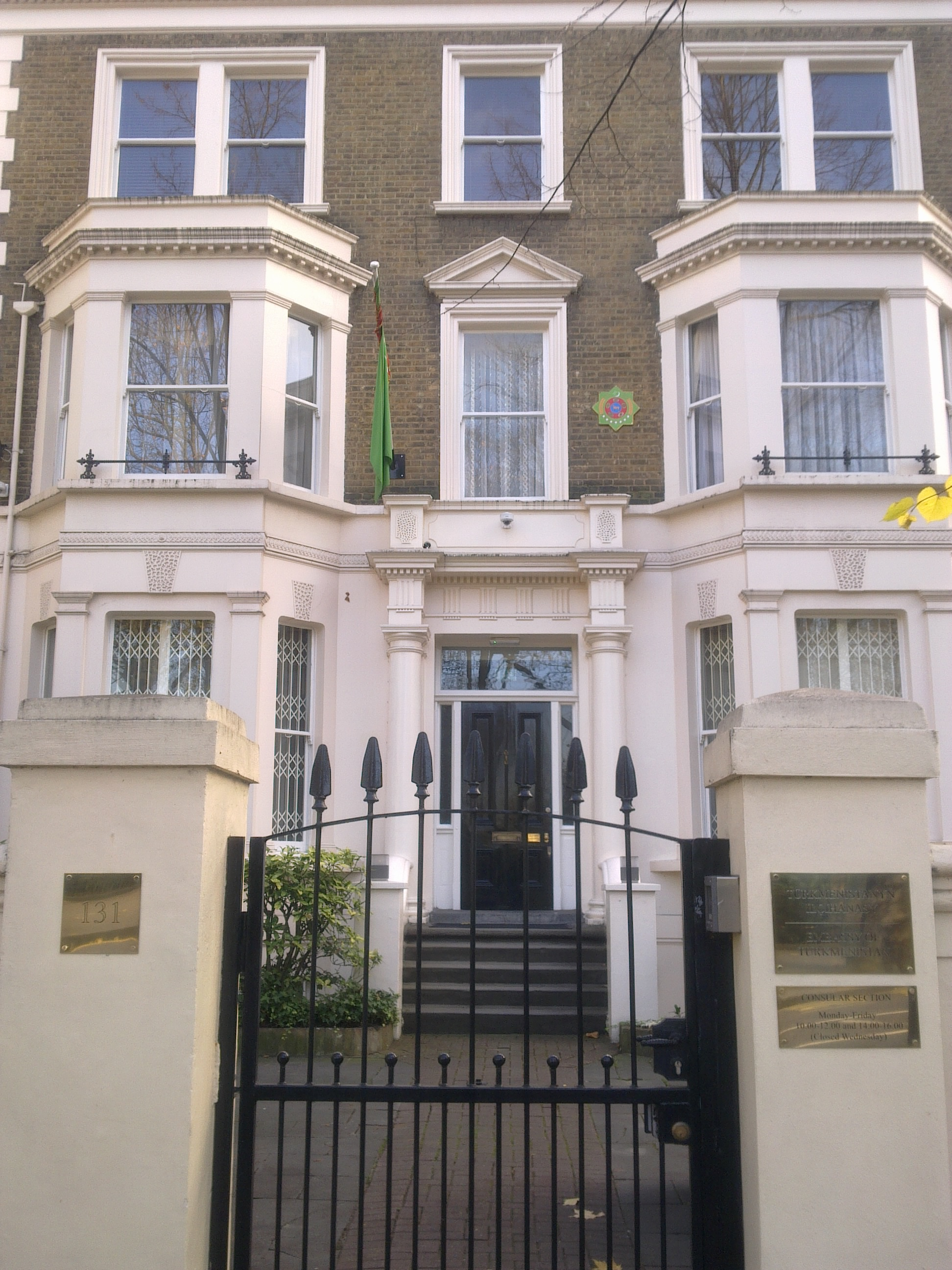
Embassy of Turkmenistan in London

Die Embassy of Turkmenistan (dt.: Botschaft von Turkmenistan, turkmenisch TÜRKMENISTANYŇ ILÇIHANASY, BEÝIK BRITANIÝANYŇ WE DEMIRGAZYK IRLANDIÝANYŇ BIRLEŞEN PATYŞALYGY) in London ist die diplomatische Vertretung der Republik Turkmenistan im Vereinigten Königreich.
Das Gebäude befindet sich an der Adresse 131 Holland Park Avenue, Kensington. Die Botschaft ist in einem typischen Reihenhaus untergebracht. Botschafter ist 2024 Yazmurad N. Seryaev.

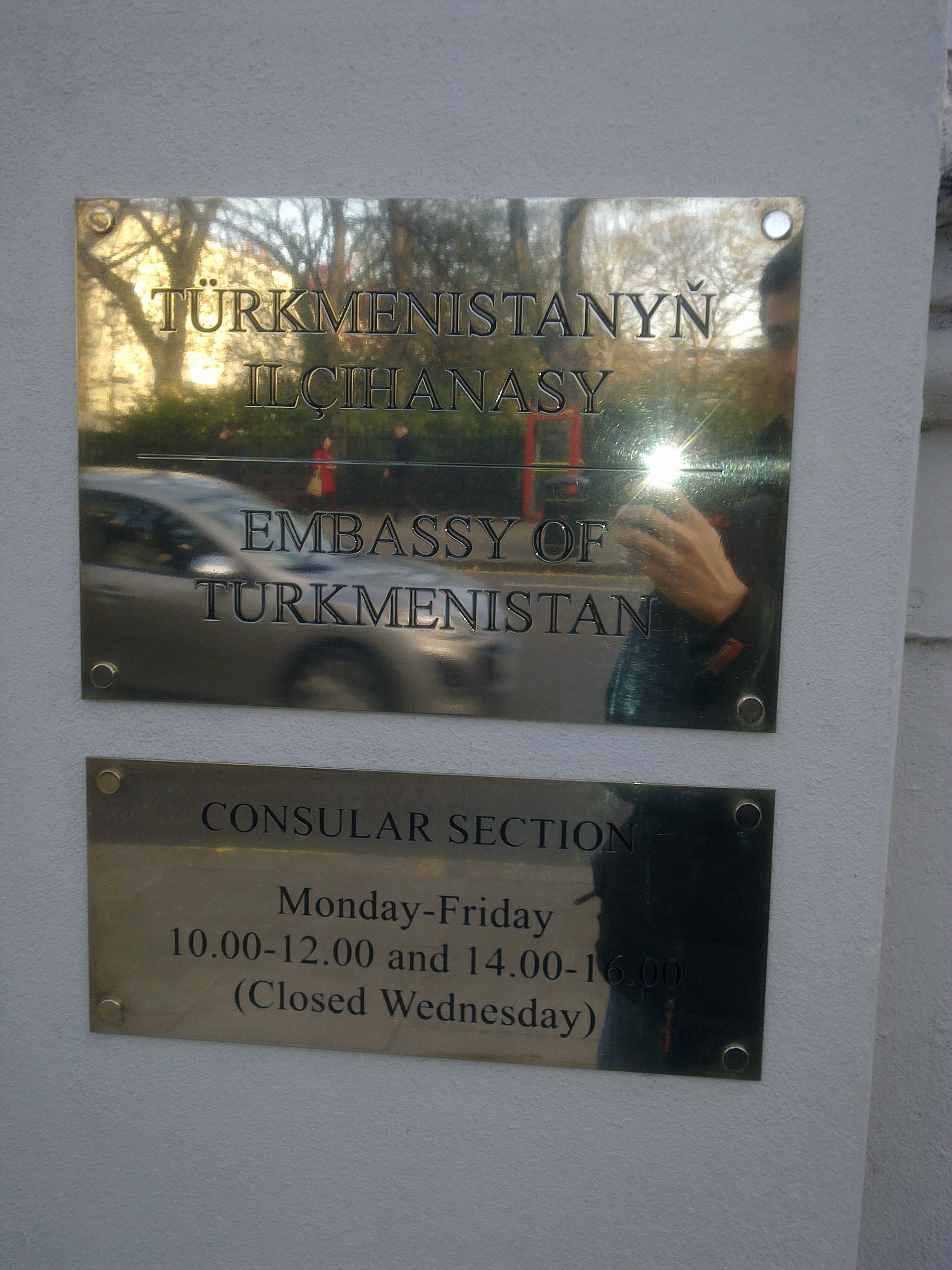
Plakette an der Botschaft in Englisch und Turkmenisch.